# Marien- und Hubertuskapelle (Beeck)

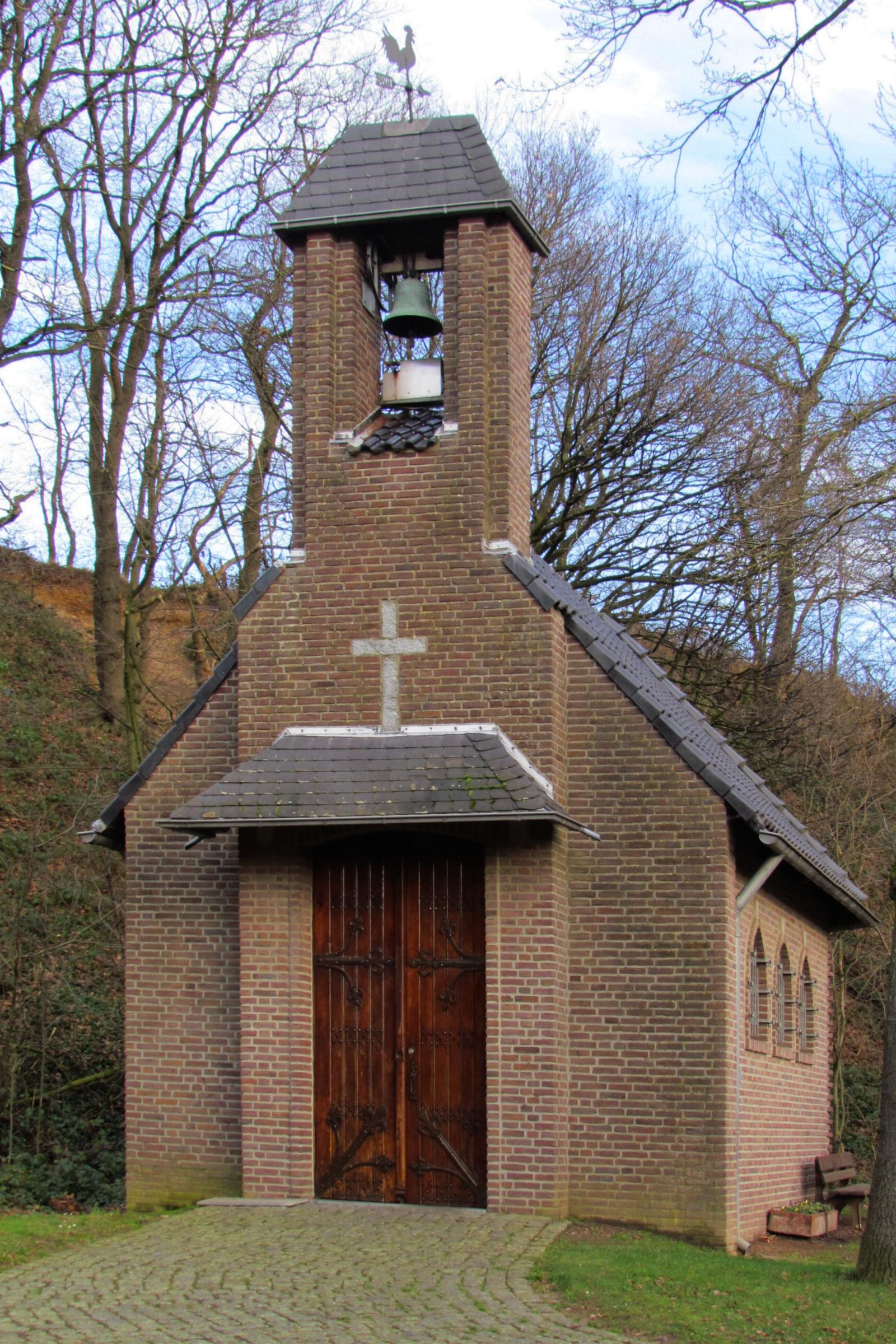

Die römisch-katholische Marien- und Hubertuskapelle befindet sich im Ortsteil Beeck in der Stadt Geilenkirchen in Nordrhein-Westfalen.

## Lage
Die Kapelle hat ihren Standort in Ortsteil Beeck am Lamersberg/Thelgarten. Sie steht in der Nähe von Haus Beeck am Ortsausgang in Richtung Leiffarth.

## Geschichte
Das Bauwerk wurde im Jahre 1985 errichtet und ist eine Stiftung der Familie Heinrich Benend aus Beeck. Am 20. Oktober 1985 wurde die Kapelle feierlich eingeweiht.

## Architektur
Die Marien- und Hubertuskapelle (Beeck) ist ein Backsteinbau unter einem Walmdach. Über den leicht vorgezogenen Eingangsbereich ist ein verschiefertes Schutzdach angebaut. Darüber steht der Glockenturm, der über der Bedachung von einem Wetterhahn gekrönt ist. Im Glockenturm hängt eine Glocke, die vom Stifter bei einem Kirchenabbruch in Belgien erworben wurde. An der Südseite der Kapelle sind drei spitzbogige Fenster, die mit Schutzgitter versehen sind. Im Innern der Kapelle trennt ein Schutzgitter den Kapellenraum vom Besuchsraum. Im Kapellenraum stehen ein kleiner Altar sowie verschiedene Heiligenfiguren und Blumenschmuck.

## Galerie

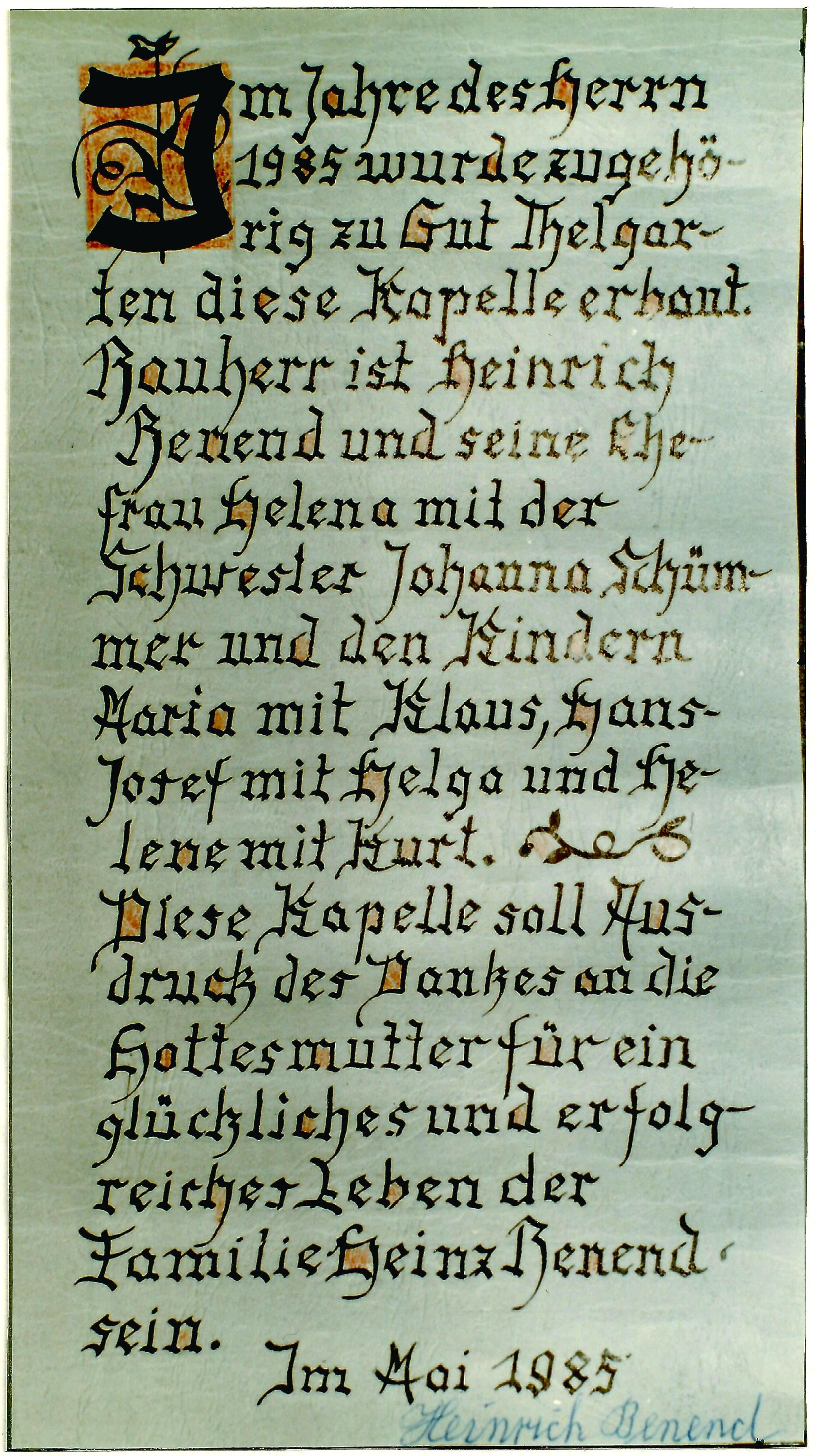
Urkunde der Grundsteinlegung
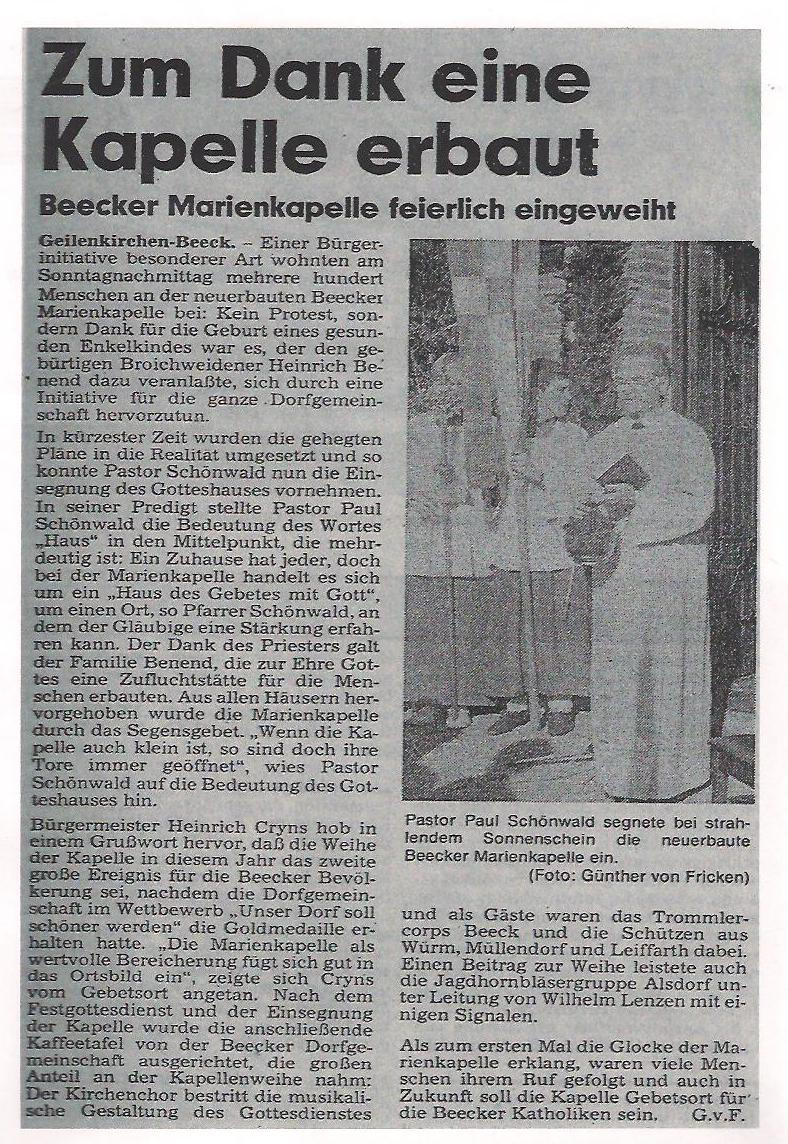
Bericht über die Einweihung
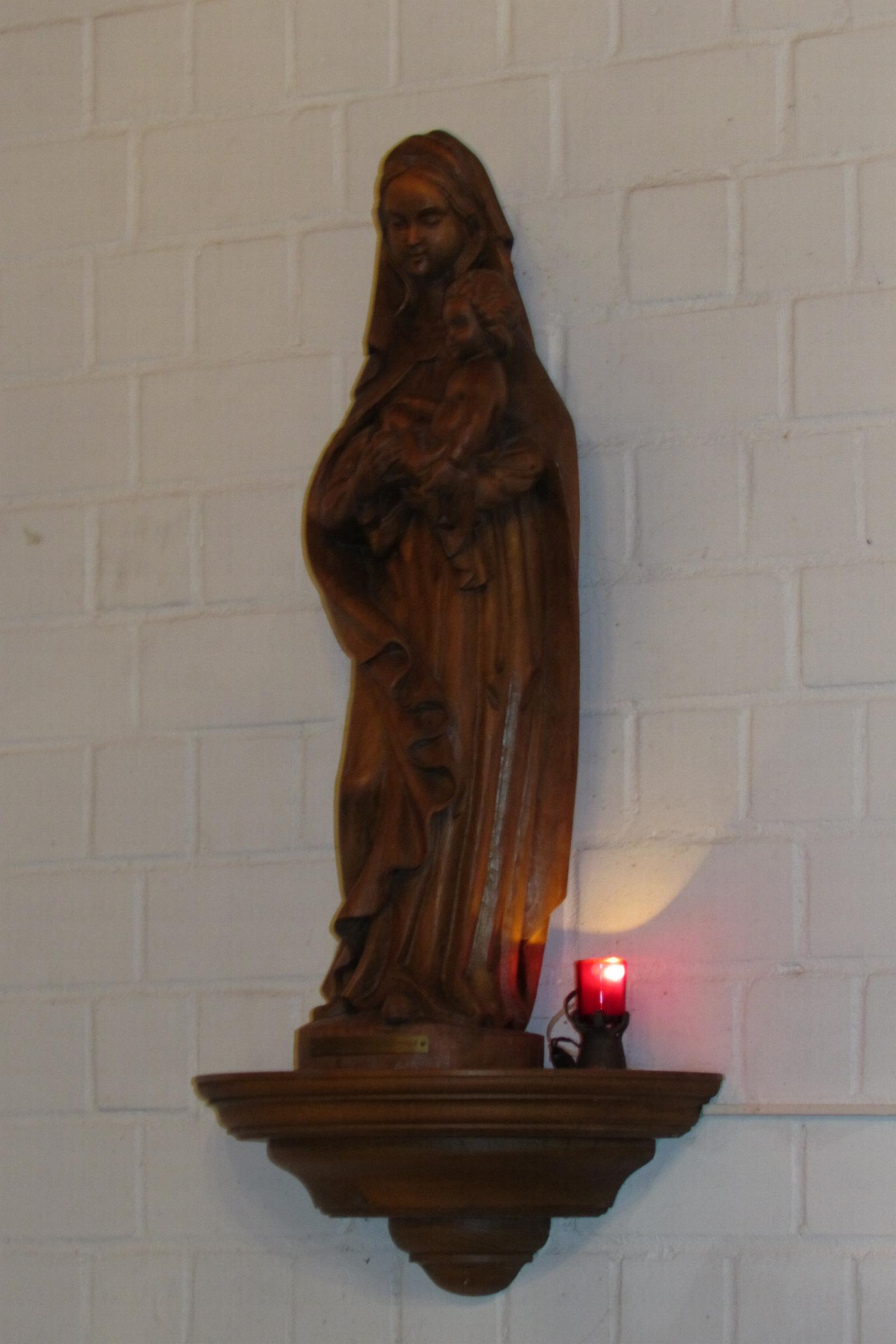
Gottesmutter mit Kind
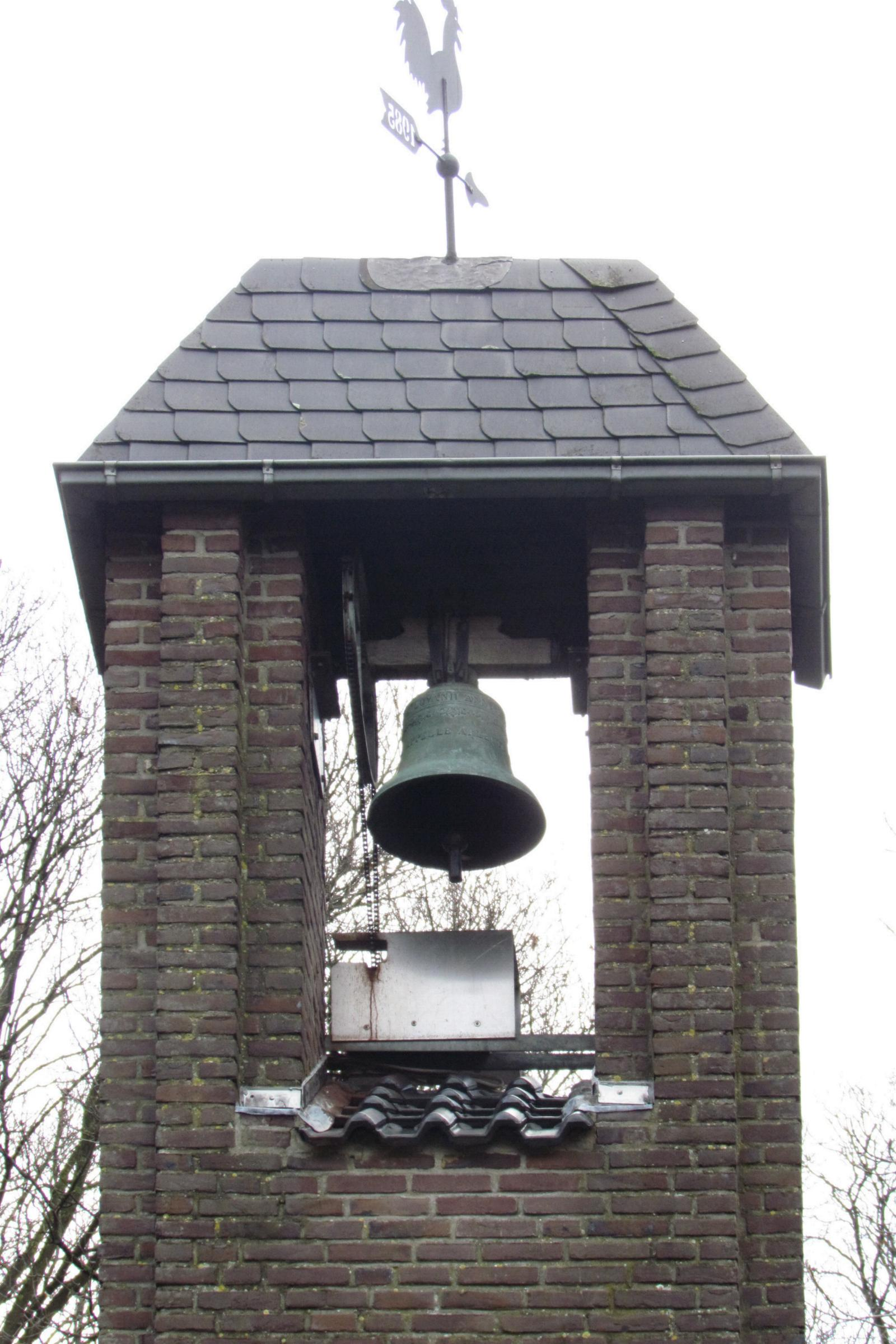
Glockenturm mit Glocke und Wetterhahn
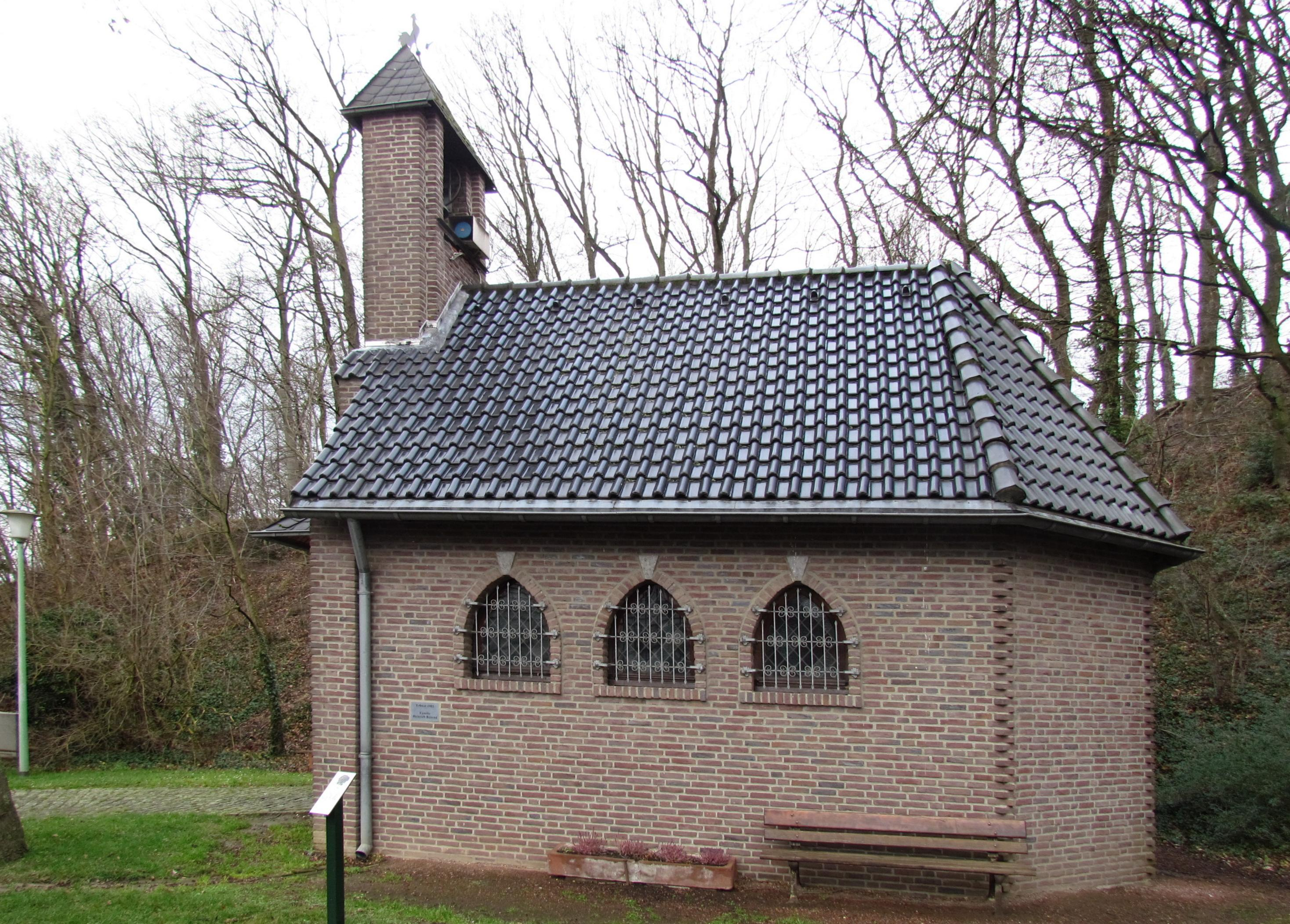
Südseite der Kapelle
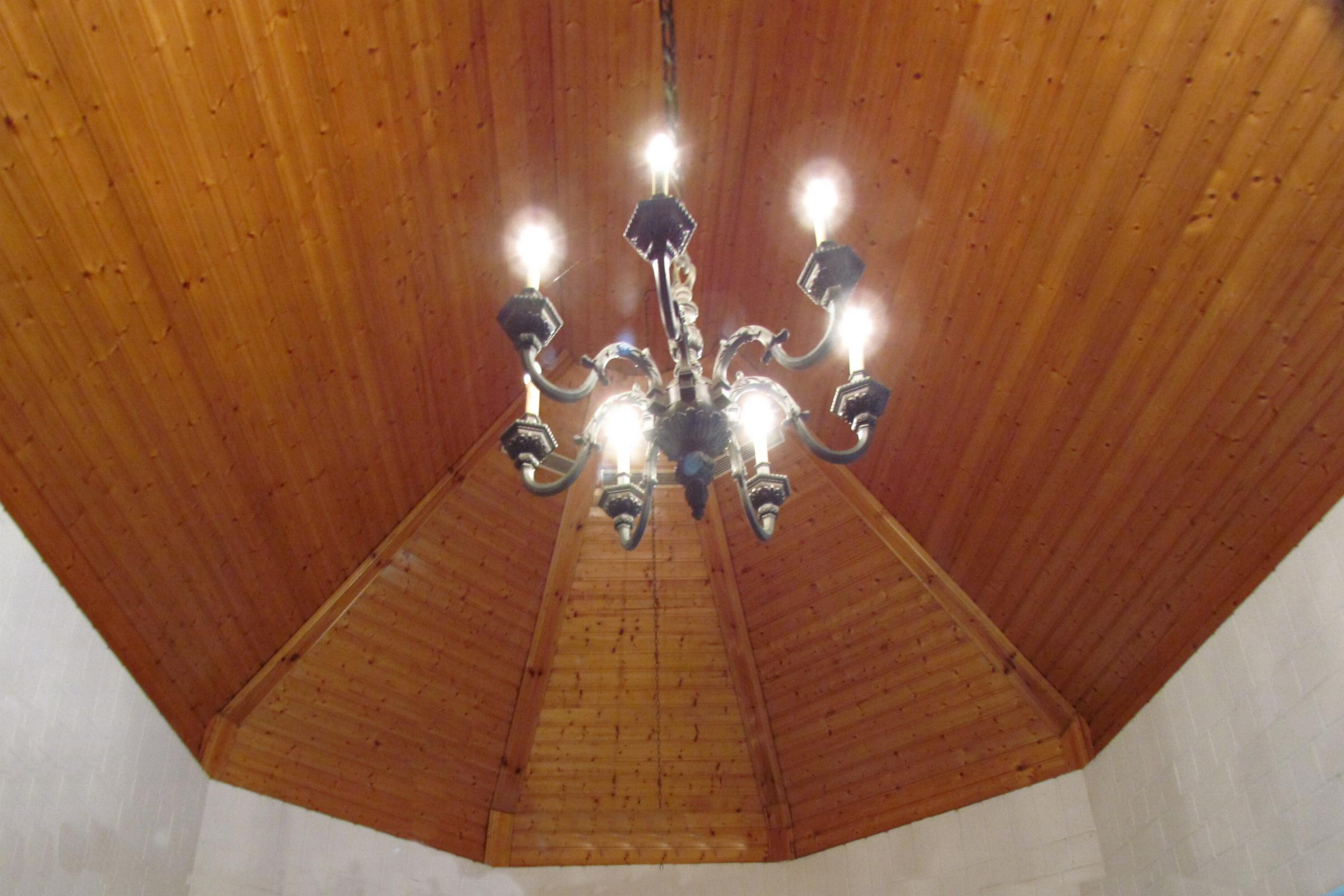
Decke und Leuchter
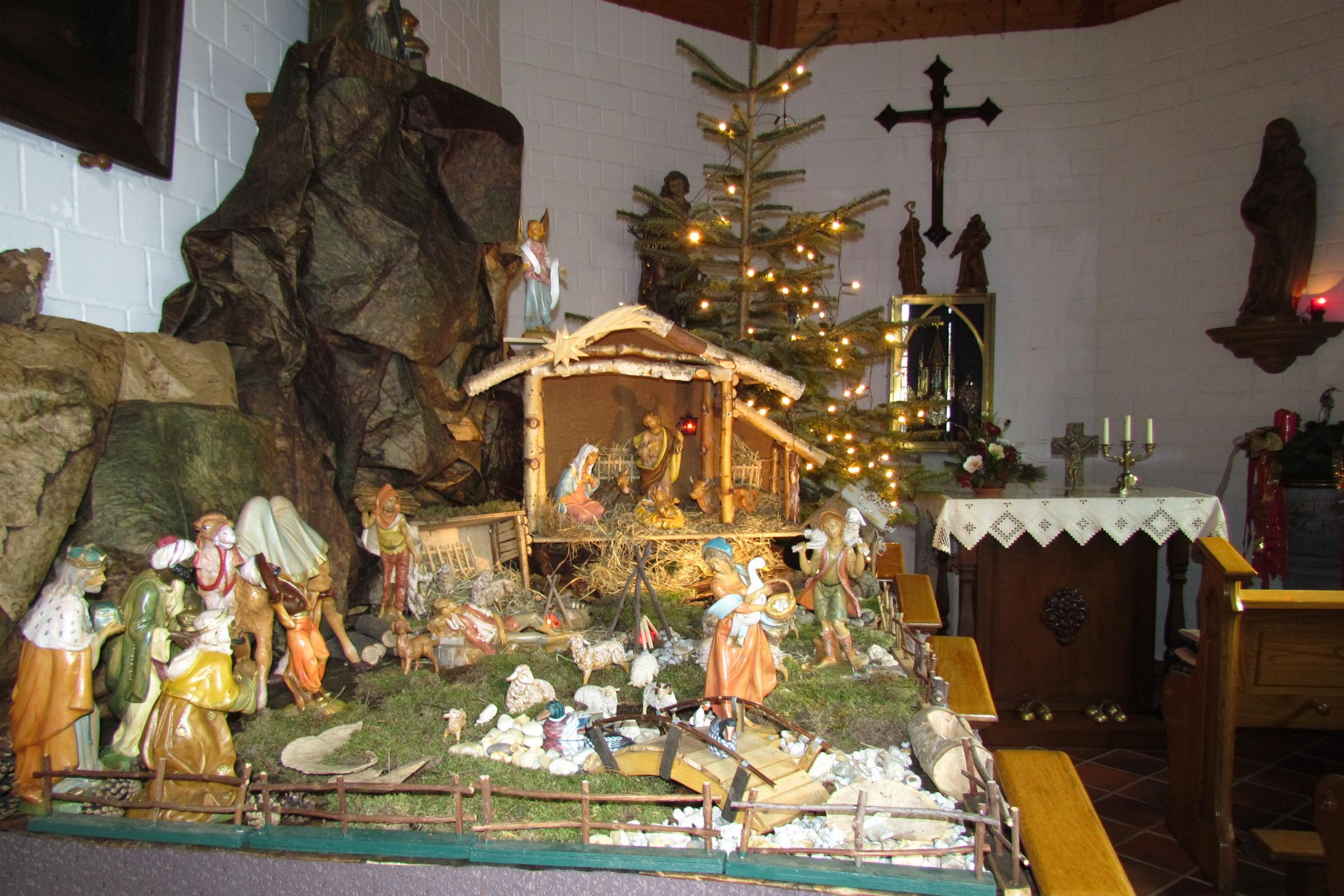
Weihnachtskrippe 2013
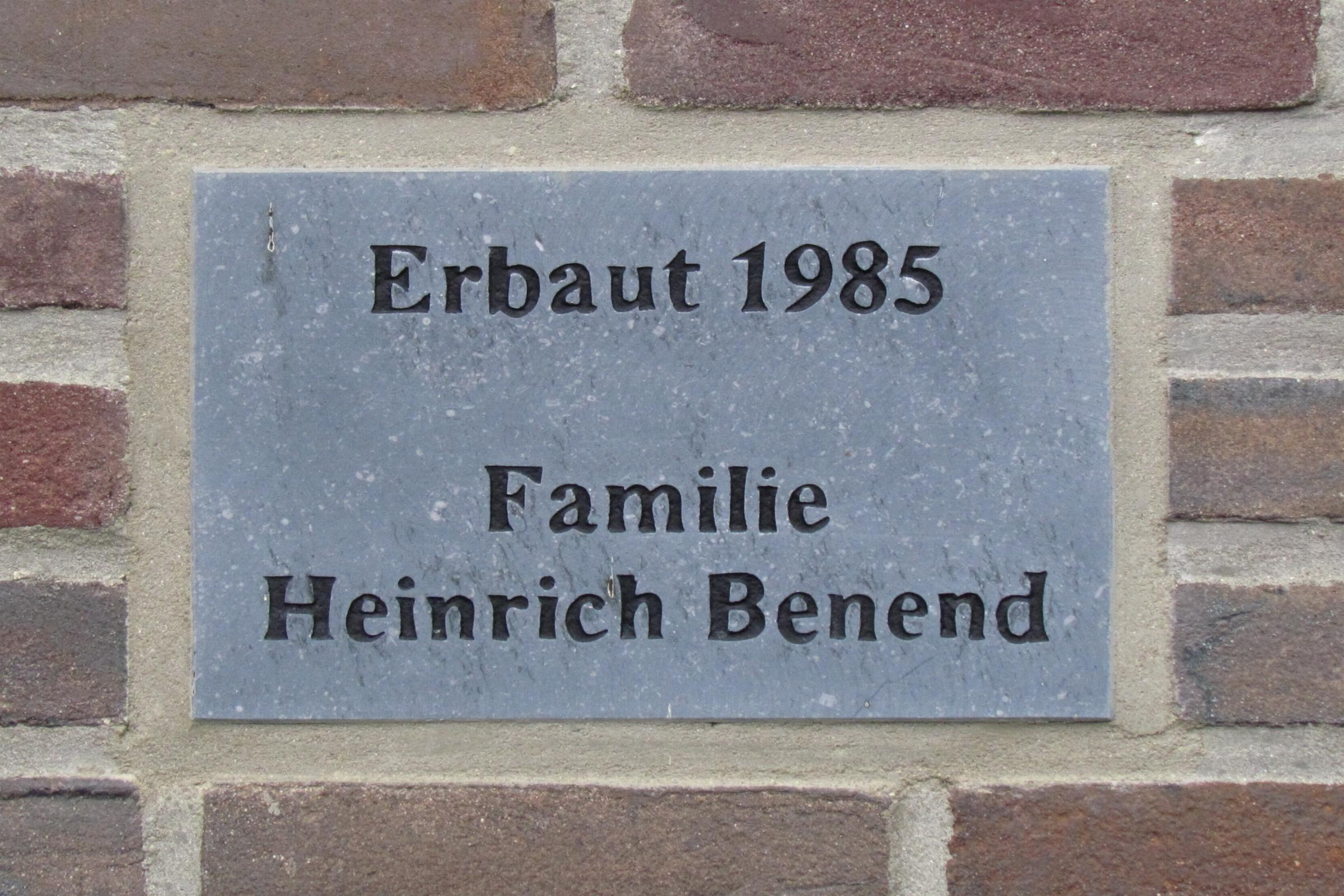
Infotafel